# Sains-lès-Pernes
Sains-lès-Pernes é uma comuna francesa na região administrativa de Altos da França, no departamento de Pas-de-Calais. Estende-se por uma área de 4,2 km². Em 2010 a comuna tinha 309 habitantes (densidade: 73,6 hab./km²).